# Yakchim
Yakchim é um dos muitos métodos tratamento da Medicina Tradicional Coreana, de injetar substâncias à base de plantas medicinais. 